# イントゥ・ザ・ウッズ (映画)
『イントゥ・ザ・ウッズ』（Into The Woods）は、同名のミュージカルに基づく映画。アメリカ合衆国で製作され、2014年12月25日に公開された（日本公開は2015年3月14日）。

## あらすじ
パン屋の夫婦は、魔女の呪いのせいで子どもが授からないでいた。呪いをとくためには、ミルクのように白い牛、赤い頭巾、黄色い毛、金色の靴が必要だと言う。夫婦はそれらを探すために森の中へと入っていく。そこでシンデレラ、赤ずきん、ジャックと豆の木、ラプンツェルなどの童話の登場人物たちと出会う。

## キャスト
- 魔女 - メリル・ストリープ
- パン屋 - ジェームズ・コーデン
- パン屋の妻 - エミリー・ブラント
- パン屋の主人の父親 - サイモン・ラッセル・ビール
- シンデレラ - アナ・ケンドリック
- シンデレラの王子 - クリス・パイン
- シンデレラの継母 - クリスティーン・バランスキー
- 赤ずきん - リラ・クロフォード（英語版）
- ジャック - ダニエル・ハッスルストーン（英語版）
- ジャックの母 - トレイシー・ウルマン
- ラプンツェル - マッケンジー・マウジー（英語版）
- ラプンツェルの王子 - ビリー・マグヌッセン
- オオカミ - ジョニー・デップ

## 評価
レビュー・アグリゲーターのRotten Tomatoesでは226件のレビューで支持率は71%、平均点は6.60/10となった。Metacriticでは41件のレビューを基に加重平均値が69/100となった。

## 備考
- ミュージカル映画という作品の性質上、英語での楽曲が大半を占めるため、日本語吹き替え版は存在しない。
- 日本での映画封切に伴い、日本版の舞台初演で赤ずきん役を演じた神田沙也加が宣伝ナビゲーターを務めている。
- 2015年3月4日、メリル・ストリープやリラ・クロフォードが来日しジャパンプレミアイベントが行われた。クロフォードは劇中歌メインテーマでもある「Into the Woods」を、神田は舞台でも歌った「Children Will Listen」を日本語訳詞で披露している。